# 濡れ

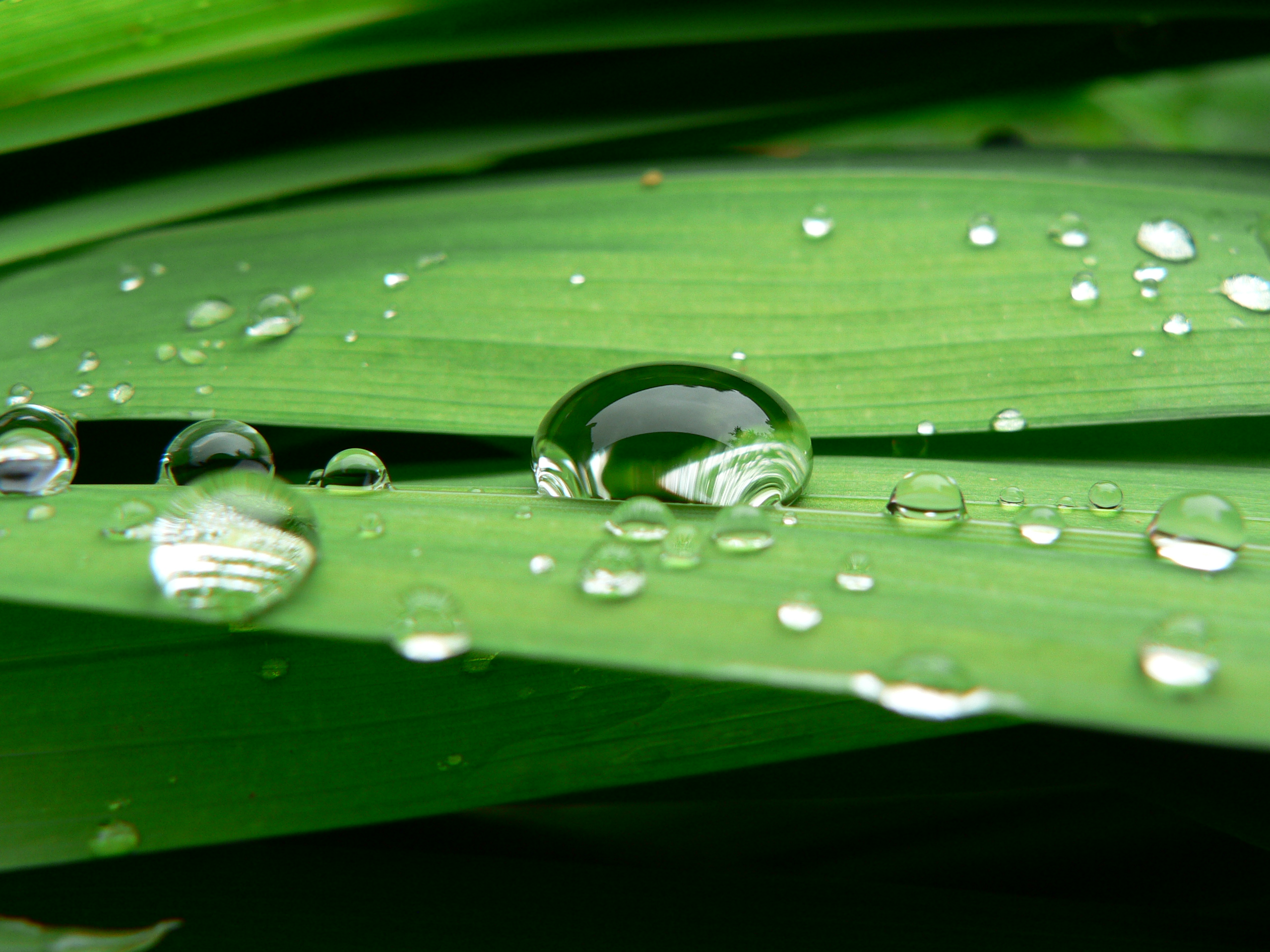
ぬれの例。木の葉が水を撥くため、接触角が大きい。

ぬれ（英語: wetting）は、固体表面に接触している気体が液体に置き換えられる現象である。産業上は接合・接着（ろう接など）や防水加工に利用されるため、ぬれ現象の解明、制御の方法などが研究されている。

## 現象
液体や固体の物質が、気体のように散逸せずにまとまりを維持するのは、それらの内部の原子や分子同士が互いに引き付け合っているためであるが、表面ではその力が物質の面方向に強くはたらき表面張力となって現れる。容器に収められ重力以外の外力を受けていない液体では、自重と表面張力のつり合いによって外形が定まるが、固体では固有の外形を維持する力が強いため表面張力が観察されにくい。ただし、固体と液体が接触する時は液体だけでなく固体の表面張力も顕在化する。液体の表面張力に比べて固体の表面張力が大きいと、固体に接触した液体は自ら球形になろうとするよりも固体の表面に広がろうとして良くぬれる。固体と液体が接触した場合の両者の表面張力の違いによってぬれの度合いが異なってくる。

## 接触角

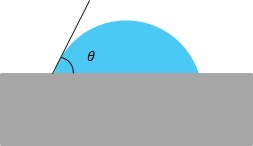
接触角の定義

固体表面が液体及び気体と接触しているとき、この3相の接触する境界線において液体面が固体面と成す角度を接触角 (contact angle) といい、接触角が90°以下の状態をぬれると呼ぶ。また、接触角が小さい性質を親水性、大きい性質を撥水性という。特に撥水性、親水性が強い性質を超撥水、超親水という。

A:接触角が大きい：ぬれにくい
B:接触角が中程度
C:接触角が小さい：ぬれやすい

表面のぬれやすさは接触角によって定量的に測ることができる。表面張力が小さい固体はぬれにくく、液体が付着したときの接触角は大きくなる。反対に、表面張力が大きい固体はぬれやすく、液体が付着したときの接触角は小さくなる。テフロンなど撥水性のある物質の表面では接触角は180°に近くなり、液滴はほぼ球形になる。一般に原子結合が強く安定した物質は表面エネルギーが小さく、活性が低いため酸化などの反応も起きにくい。また、表面に光沢のある固体は、そうでないものに比べ接触角が大きくなる傾向がある。

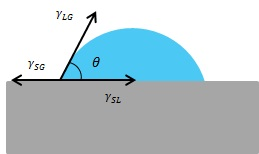
ヤングの式

接触角と表面張力の関係を表す、トマス・ヤングによる次の式をヤングの式という。
{\displaystyle \gamma _{\mathrm {LG} }\cos \theta +\gamma _{\mathrm {SL} }=\gamma _{\mathrm {SG} }}
ここで
- θ：接触角
- γLG：液体・気体界面にはたらく表面張力
- γSL：固体・液体界面にはたらく表面張力
- γSG：固体・気体界面にはたらく表面張力

である。この式は、液滴の縁における3種類の表面張力の釣り合いを考えることで導かれる。

### 接触角のヒステリシス
ぬれ現象は履歴特性があり、液体が拡がっていく際の前進接触角は、液体を吸い出すなどして面積が減少していく際の後退接触角に比べて角度が大きくなる。
液滴が流動しているときの接触角は、静止している場合と異なる値を示す。接触角は液体がぬれ広がるときに最大（前進接触角 θA ）となり、逆に液体が収縮するとき最小（後退接触角 θR ） となる。この前進角と後退角の差 H = θA − θR を接触角のヒステリシスという。固体表面が角度 α の傾斜面になっているとき、液滴にはたらく力の釣り合いより次の Furmidge の式が得られる。
{\displaystyle {\frac {mg\sin \alpha }{w}}=\gamma _{LG}(\cos \theta _{R}-\cos \theta _{A})}
ここで液滴は簡略化のため長方形であると仮定されており、w は液滴の幅である。
液滴が転落する最小の傾斜角 α を転落角と言う。上式から、前進・後退角の余弦の差が大きいほど転落角が大きく、液滴は転落しにくいことが分かる。便宜上接触角のヒステリシスが大きいほど転落しにくいと表現されることもある。

### 接触角の計測方法
- 液滴法（英語版） (Sessile drop technique)
- 懸滴法 (The pendant drop method)
- プレート法 (Wilhelmy method)
- ウォッシュバーン法（英語版） (Washburn's equation capillary rise method)
- メニスコグラフ法

## ぬれの種類

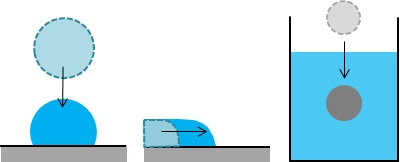
付着ぬれ　　拡張ぬれ　　浸漬ぬれ

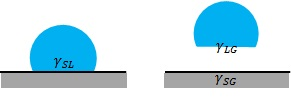
付着仕事の導出

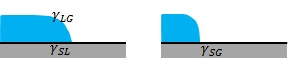
拡張仕事の導出

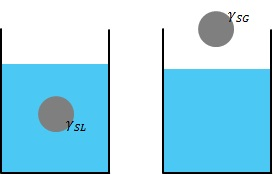
浸漬仕事の導出

ぬれの形態は次の3つに分類される：
付着ぬれ
大きな固体に少量の液体が接することを付着ぬれという。液体が一定の形を保っている状態から、固体と液体を引き離すのに必要な仕事は、
{\displaystyle W_{a}=\gamma _{\mathrm {SG} }+\gamma _{\mathrm {LG} }-\gamma _{\mathrm {SL} }}
である。この式はデュプレの式と呼ばれ、Wa を付着仕事という。
拡張ぬれ
液体が固体表面に拡がっていくことを拡張ぬれという。液体がぬれ広がっている状態から、ぬれていない状態にするのに必要な仕事は、
{\displaystyle W_{s}=\gamma _{\mathrm {SG} }-\gamma _{\mathrm {LG} }-\gamma _{\mathrm {SL} }}
である。Ws を拡張仕事または拡張係数という。Ws > 0であれば液体は表面エネルギーを減らすために無限にぬれ広がり、Ws < 0であればある接触角をなして不完全なぬれ状態となる。
浸漬ぬれ
固体全体が液体に浸りぬれることを浸漬ぬれという。固体が液体に浸かっている状態から、液体を退けるために必要な仕事は、
{\displaystyle W_{w}=\gamma _{\mathrm {SG} }-\gamma _{\mathrm {SL} }}
である。Ww を浸漬仕事という。
各仕事が正のときに固体は自然にぬれることができる。ヤングの式をそれぞれの仕事の式に代入すると、
- 付着仕事：{\displaystyle W_{a}=\gamma _{\mathrm {LG} }(\cos \theta +1)}
- 拡張仕事：{\displaystyle W_{s}=\gamma _{\mathrm {LG} }(\cos \theta -1)}
- 浸漬仕事：{\displaystyle W_{w}=\gamma _{\mathrm {LG} }\cos \theta }

となるので、付着ぬれは0° < θ < 180°で、拡張ぬれはθ = 0°で、浸漬ぬれは0° < θ < 90°で起こる。

## GirifalcoとGoodの式
GirifalcoとGoodはデュプレの式の付着仕事について、固体と液体それぞれの表面張力の幾何平均で表されるとした：
{\displaystyle W_{a}=2\Phi {\sqrt {\gamma _{SG}\gamma _{LG}}}}
ここでΦは補正係数である。

## 表面構造によるぬれの変化

### 複合面

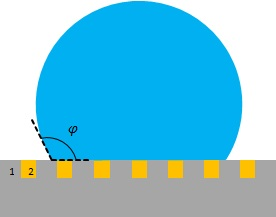
Cassieモデル

Cassieは、2種類の表面で構成されている複合面の接触角について、以下の考えを提示した。ある液体に対して接触角がθ1 になる素材1とθ2 になる素材2で複合面をつくる場合を考える。液滴の大きさに比べて、素材一つ一つの十分に小さくよく混ざっている複合面ならば、界面張力は両素材の界面張力をその面積比で平均したものになると考えてよい。素材1単体での表面張力を γSG,1 、素材2単体での表面張力を γSG,2 、素材1と液体の界面にはたらく界面張力を γSL,1、素材2と液体の界面にはたらく界面張力を γSL,2 とし、複合面における両素材の表面積比を f1 : f2 (f1 + f2 = 1) とする。このとき、複合面としての表面張力 γSG 、液体との界面張力 γSL は、
{\displaystyle {\begin{aligned}\gamma _{\mathrm {SG} }&=f_{1}\gamma _{\mathrm {SG,1} }+f_{2}\gamma _{\mathrm {SG,2} }\\\gamma _{\mathrm {SL} }&=f_{1}\gamma _{\mathrm {SL,1} }+f_{2}\gamma _{\mathrm {SL,2} }\end{aligned}}}
となる。よって、複合面上の接触角φは、ヤングの式より、
{\displaystyle \cos \phi =f_{1}\cos \theta _{1}+f_{2}\cos \theta _{2}}
となる。この関係式をCassieの式という。
素材2が空気の場合、θ2 = 180° なので、f2 = 1 - f1 を考慮して、
{\displaystyle {\begin{aligned}\cos \phi &=f_{1}\cos \theta _{1}+f_{2}\cos(180^{\circ })\\&=f_{1}\cos \theta _{1}+f_{1}-1\end{aligned}}}

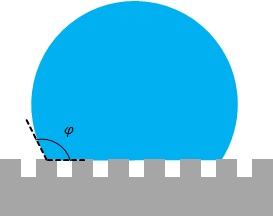
Cassie-Baxterモデル

となる。この式を、Cassie-Baxterの式という。

### 粗面
粗面上での接触角φについて、Wenzelはヤングの式を変形して、
{\displaystyle \cos \phi ={\frac {r(\gamma _{\mathrm {SG} }-\gamma _{\mathrm {SL} })}{\gamma _{\mathrm {LG} }}}=r\cos \theta }
という式を提示した。これをWenzelの式という。ここでθは平滑面の接触角、r > 1 は見かけの表面積に対する実際の表面積の割合（Wenzelのラフネスファクターと呼ばれる）である。
Wenzelの式より、
- θ > 90°のとき、φ > θ
- θ < 90°のとき、φ < θ

である、つまり、粗面にすることでぬれにくい面はますますぬれにくくなり、ぬれやすい面はますますぬれやすくなることが分かる。
Wenzelの式は比較的粗さの小さい範囲でよく成り立つ。特に、ラフネスファクターr が大きくなり r cosθ > 1 となるとこの式は適用できない。

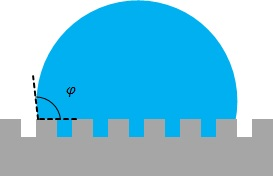
Wenzelモデル

以下にWenzelの式の導出を示す。ある液体に対して接触角がθになる平滑固体表面に凹凸をつけて粗面にする場合を考える。液滴の大きさに比べて、凹凸は十分に細かいとする。平らな表面と液滴の全界面自由エネルギーを、
{\displaystyle F=\gamma _{\mathrm {SL} }A_{\mathrm {SL} }+\gamma _{\mathrm {SG} }A_{\mathrm {S} }+\gamma _{\mathrm {LG} }A_{\mathrm {L} }}
とする。この固体表面に細かな凹凸をつけてその表面積を r 倍にすると、
{\displaystyle {\begin{aligned}F&=\gamma _{\mathrm {SL} }(rA_{\mathrm {SL} })+\gamma _{\mathrm {SG} }(rA_{\mathrm {S} })+\gamma _{\mathrm {LG} }A_{\mathrm {L} }\\&=(r\gamma _{\mathrm {SL} })A_{\mathrm {SL} }+(r\gamma _{\mathrm {SG} })A_{\mathrm {S} }+\gamma _{\mathrm {LG} }A_{\mathrm {L} }\end{aligned}}}
となる。式の上では表面積は変わらないまま、固体・液体界面の界面張力γSL と固体の表面張力γSG がそれぞれ r 倍になったとみなすことができる。

## ロータス効果
前項目で触れた通り、ぬれやすさは表面の形状によっても変わる。実際に自然界に存在している例がハスやサトイモの葉である。ハスの葉の表面についた水は丸まって水滴となり、汚れを絡め取りながら転がり落ちる。この自浄効果をロータス効果という。植物の葉は一般的に保護膜となるワックス成分を持っているが、ハスの葉はさらに表面が微細な凹凸構造になっている。もともとワックス成分でぬれにくい面が凹凸構造であることによってますますぬれにくくなり、超撥水表面となっている。ロータス効果は、撥水コーティングの技術に応用されている。